# Гастингс, Фердинандо, 6-й граф Хантингдон
Фердинандо Гастингс (англ. Ferdinando Hastings; 18 января 1609, Эшби-де-Ла-Зуш, Лестершир, Королевство Англия — 13 февраля 1656) — английский аристократ, 8-й барон Гастингс с 1640 года, 6-й граф Хантингдон, 10-й барон Хангерфорд, 8-й барон Молейнс и 11-й барон Ботро с 1643 года. При жизни отца заседал в Палате общин, в начале гражданской войны сражался на стороне парламента, позже занимал менее определённую позицию.

## Биография
Гастингс принадлежал к знатному роду, известному с XI века. Он был старшим сыном Генри Гастингса, 5-го графа Хантингдона, и Элизабет Стэнли. Фердинандо родился в 1609 году, когда его семья переживала не лучшие времена: из-за долгов, которые наделал 3-й граф Хантингдон, Гастингсы уже не играли важную политическую роль в масштабах всего королевства, хотя и продолжали доминировать в Лестершире.
Отец очень рано женил Фердинандо. 7 июля 1623 года юный Гастингс был обвенчан с 10-летней дочерью и наследницей сэра Джона Дэвиса, бывшего генерального прокурора Ирландии. Этот брак был организован крайне плохо: граф забыл получить разрешение короля, не удалось найти священника для церемонии венчания. Архиепископ пригрозил всем присутствовавшим на свадьбе отлучением от церкви, и месяц спустя была проведена новая церемония, теперь уже по всем правилам. Брак был консуммирован только спустя четыре года. До этого невеста жила у своих родителей, а жених получал образование. В 1624 году Фердинандо сопровождал тестя в объезде северного судебного округа (Дэвис тогда был судьёй) и заслужил его похвалы своим стремлением вникнуть в дела.
В 1625 году Гастингс заседал в Палате общин первого парламента Карла I как представитель Лестершира. В 1628 году он был переизбран, но о его участии в сессиях практически ничего не известно. В 1640 году, ещё при жизни отца, Фердинандо занял место в Палате лордов как барон Гастингс. Он участвовал в работе Долгого парламента, на первом этапе гражданской войны сражался в рядах парламентской армии. В битве при Эджхилле в октябре 1642 года Гастингс командовал кавалерийским отрядом и спасся бегством, когда перевес кавалеров стал очевиден. Его поведение в этом бою подверглось критике, так что вскоре Фердинандо удалился в Эшби де Ла Зуш, где и провел последующие годы.
В 1643 году, после смерти отца, Гастингс унаследовал семейные владения и титулы. Известно, что Карл I назначил его custos rotulorum в Лестершире (эту должность прежде занимал 5-й граф Хантингдон) и что в начале 1644 года Фердинандо подписал письмо пэров-роялистов, направленное Тайному совету Шотландии; к тому же в Эшби де Ла Зуш был расквартирован отряд роялистов под командованием брата графа, Генри. В связи со всем этим парламент в 1645 году постановил конфисковать земли Гастингсов. Замок Эшби де Ла Зуш был разрушен войсками Оливера Кромвеля (1646). Фердинандо заявил, что никогда не сотрудничал с роялистами, и получил разрешение выкупить свои земли.
В целом гражданская война пагубно отразилась на делах графа. Он потерял свои ирландские владения, доходы от земель в Англии сократились вдвое — с 1808 фунтов в год до 900. Гастингс даже некоторое время провёл в тюрьме Флит из-за долгов. В 1653 году он добился разрешения на продажу части владений, а в феврале 1656 года умер. За два дня до смерти граф подписал завещание.

## Семья
Хантингдон был женат на Люси Дэвис, дочери юриста и поэта сэра Джона Дэвиса, и Элеаноры Туше (дочери 1-го графа Кастлеховена). В этом браке родились:
- Мэри, жена сэра Уильяма Джоллифа[4];
- Элизабет (умерла в 1664), жена сэра Джеймса Лэнгхема, 2-го баронета[3];
- Элис (умерла ребёнком)[5];
- Элеанора (умерла ребёнком)[6];
- Кристиана (умерла в 1681)[7];
- Генри (1630—1649), лорд Гастингс[3];
- Джон (1632—1639)[3];
- Фердинандо (1637—1647)[3];
- Теофилус (1650—1701), 7-й граф Хантингдон[8][9].